# Discocyrtus crenulatus
Discocyrtus crenulatus is een hooiwagen uit de familie Gonyleptidae.